# Ki-Jana Hoever
Ki-Jana Delano Hoever (Amsterdam, 18 de janeiro de 2002) é um futebolista neerlandês de origem surinamesa que atua como lateral-direito. Atualmente, joga pelo Auxerre, emprestado pelo Wolverhampton.

## Carreira

### Liverpool
Formado nas categorias de base do AZ e também com passagens pelos juniores de Ajax e Feyenoord, Hoever acertou sua transferência para o Liverpool em agosto de 2018, porém teve que esperar um mês para fechar com os Reds. Como ele não havia assinado um contrato profissional, o Liverpool pagou uma compensação mínima ao Ajax, que manifestou frustração por perder o jogador Em dezembro do mesmo ano, Hoever passou a treinar com o elenco principal do Liverpool, e o técnico Jürgen Klopp descreveu o atleta como "confiante" e "uma alegria de assistir". Sua primeira partida como profissional foi contra o Wolverhampton Wanderers, pela Copa da Inglaterra. Vestindo a camisa 51, entrou no lugar do lesionado Dejan Lovren no início do jogo, tornando-se o mais jovem atleta do Liverpool a participar da competição e o terceiro no geral. Em julho de 2019, assinou seu primeiro contrato profissional, marcando seu primeiro gol em jogos oficiais em setembro, contra o Milton Keynes Dons, em partida válida pela Copa da Liga Inglesa - aos 17 anos, 8 meses e 10 dias, tornou-se o quarto jogador mais jovem a fazer um gol com a camisa do Liverpool, ficando atrás de Ben Woodburn, Michael Owen e Jordan Rossiter. Foi relacionado para a disputa da Supercopa da UEFA de 2019, mas não saiu do banco de reservas e acompanhou a vitória dos Reds nos pênaltis por 5 a 4 após empate por 2 a 2 contra o Chelsea, além de ter sido inscrito para o Mundial de Clubes, onde também não entrou em campo. Em 3 temporadas como jogador do Liverpool, foram apenas 4 partidas oficiais disputadas e um gol marcado.[carece de fontes?]

### Wolves
Em setembro de 2020, Hoever foi contratado pelo Wolverhampton Wanderers, que pagou 9 milhões de libras para contar com o jogador. Foi com a camisa dos Lobos que ele fez sua estreia na Premier League, na derrota por 4 a 0 para o West Ham United, enquanto seu primeiro jogo como titular nos 90 minutos foi contra o Manchester United, que terminou vencendo por 1-0
Em junho de 2022, Hoever assinou por empréstimo com o PSV Eindhoven até o final da temporada. Pela nova equipe, sagrou-se campeão da Supercopa dos Países Baixos.

## Carreira internacional
Hoever, que possui origem surinamesa, defende as seleções de base do Países Baixos desde 2015: foram 4 partidas pela seleção Sub-15, 6 jogos pela equipe Sub-16, 12 jogos e 4 gols pelo time Sub-17, 3 partidas pela equipe Sub-18 e, desde 2021, atua pela seleção Sub-21 da Oranje, tendo feito um gol em 5 jogos disputados.[carece de fontes?]

## Vida pessoal
Seu primeiro nome (Ki-Jana) é uma homenagem feita por seu pai, um ex-jogador de futebol americano, a Ki-Jana Carter, que atuou como running back na National Football League entre 1993 e 2004.

## Títulos
Liverpool
- Supercopa da UEFA: 2019[18]
- Copa do Mundo de Clubes da FIFA: 2019[carece de fontes?]

PSV Eindhoven
- Supercopa dos Países Baixos: 2022[19]